# Yoldiella wareni
Yoldiella wareni is een tweekleppigensoort uit de familie van de Yoldiidae. De wetenschappelijke naam van de soort is voor het eerst geldig gepubliceerd in 2004 door La Perna.